# Nador-Sud
Nador-Sud – stacja kolejowa w Nadorze, w regionie Wschodnim, w Maroku. Stacja Nador-Sud znajduje się formalne poza granicami miasta, podczas gdy stacji Nador-Ville jest umiejscowiona w zabytkowym centrum miasta.
Na północ od Nador-Ville, znajduje się przystanek Beni-Ansar i Beni-Ansar Port, który jest popularnie nazywany Gare Nador Port, ponieważ obsługuje port w Nador.